# KOJI TAMAKI ’07 LIVE ☆惑星☆
『KOJI TAMAKI ’07 LIVE ☆惑星☆』（コウジ・タマキ・07・ライブ・わくせい）は、玉置浩二の4枚目のライブ・アルバム。本項では映像作品『KOJI TAMAKI '07 ☆惑星☆ TOUR LIVE』に関しても記述する。

## 解説
ライブ・アルバムとしては2006年発売の『'06「PRESENT」 TOUR LIVE』より約1年7ヶ月振りとなる。

## 収録曲

### Disc1
1. 〜Opening〜
2. Barbarian Dance
3. Lady Daisy
4. キ・ツ・イ
5. ピラニア
6. Miss Miss Kiss
7. UNISON
8. この星はみんなの星
9. STAR
10. だんだんとわかるさ
11. メロディー
12. ワインレッドの心
13. 我が愛しのフラッグ
14. MR.LONELY

### Disc2
1. △(三角) の月
2. ふたりで踊ろう
3. 悲しみにさよなら
4. からっぽの心で
5. 惑星
6. Lion
7. なんか変だ
8. 眠れない隣人
9. じれったい
10. 夏の終わりのハーモニー
11. 田園
12. 元気な町
13. 〜Ending〜

## KOJI TAMAKI '07 ☆惑星☆ TOUR LIVE
『KOJI TAMAKI '07 ☆惑星☆ TOUR LIVE』（コウジ・タマキ・07・ライブ・わくせい・ツアー・ライブ）は玉置浩二のライブ・ビデオ。

### 解説
ライブ・ビデオとしては2006年発売の『'06「PRESENT」 TOUR LIVE』より約1年3ヶ月振りとなる。東京国際フォーラムにて行われたツアー最終日の様子に加え、各地のツアーでのセットリストから選ばれた公演の様子を特典映像として収録している。

### 収録曲
1. 〜Opening〜
2. Barbarian Dance
3. Lady Daisy
4. キ・ツ・イ
5. ピラニア
6. Miss Miss Kiss
7. UNISON
8. この星はみんなの星
9. STAR
10. だんだんとわかるさ
11. メロディー
12. ワインレッドの心
13. 我が愛しのフラッグ
14. MR.LONELY
15. △(三角) の月
16. ふたりで踊ろう
17. 悲しみにさよなら
18. からっぽの心で
19. 惑星
20. Lion
21. なんか変だ
22. 眠れない隣人
23. じれったい
24. 夏の終わりのハーモニー
25. 田園
26. 元気な町

特典映像
1. 福岡編 〜田園〜
2. 居酒屋編 〜STAR〜
3. 野球編〜しあわせのランプ〜